# Station Cieszyn
Station Cieszyn is een spoorwegstation in de Poolse plaats Cieszyn.